# یوب پاکبریش
یوب پاکبریش (انگلیسی: Joep Packbiers; ۱۹ ژانویهٔ ۱۸۷۵ – ۸ دسامبر ۱۹۵۷) کماندار اهل هلند بود.